# Krystian Markiewicz
Krystian Maksymilian Markiewicz (ur. 8 lipca 1976 w Proszowicach) – polski prawnik, specjalista w zakresie prawa cywilnego i postępowania cywilnego, doktor habilitowany nauk prawnych, od 2016 prezes Stowarzyszenia Sędziów Polskich „Iustitia”.

## Życiorys
W 2000 ukończył studia prawnicze na Wydziale Prawa i Administracji Uniwersytetu Śląskiego. Tamże w 2006 na podstawie napisanej pod kierunkiem Feliksa Zedlera rozprawy pt. Postępowanie o złożenie przedmiotu świadczenia do depozytu sądowego otrzymał stopień naukowy doktora nauk prawnych. W 2014 na podstawie dorobku naukowego oraz rozprawy pt. Zasady orzekania w postępowaniu nieprocesowym stopień doktora habilitowanego nauk prawnych. Rozprawa doktorska została obroniona z wyróżnieniem. Również monografia będącą podstawą nadania stopnia doktora habilitowanego otrzymała wyróżnienie w 2013 w konkursie „Książka prawnicza najbardziej przydatna w praktyce wymiaru sprawiedliwości".   
Od 6 grudnia 2007 był adiunktem naukowo-dydaktycznym w Katedrze Postępowania Cywilnego na Wydziale Prawa i Administracji Uniwersytetu Śląskiego. Obecnie pracuje na stanowisku profesora uczelni UŚl.
Od początku związany z sądownictwem w Katowicach: jako asesor sądowy w Sądzie Rejonowym (2003–2007), sędzia Sądu Rejonowego (2007–2015) oraz sędzia Sądu Okręgowego (od 2015 do chwili obecnej). Ponadto w latach 2007–2009 był oddelegowany do Sądu Najwyższego do czynności asystenta sędziego.
Jest jedną z głównych twarzy protestów przeciwko zmianom w polskim sądownictwie, ruchu społecznego, który narodził się w Polsce po wprowadzeniu przez rząd Zjednoczonej Prawicy kontrowersyjnych reform sądownictwa. Rzecznik Dyscyplinarny Przemysław Radzik postawił Markiewiczowi 55 zarzutów dyscyplinarnych – de facto za jedno pismo, które rozesłał do 55 osób. Markiewicz, ale również inni członkowie stowarzyszenia Iustitia wzywani przez Rzecznika Dyscyplinarnego, zdecydowali nie stawiać się na jego wezwania, uznając je za pozbawione podstaw prawnych.
Był obiektem ataku grupy związanej z Ministerstwem Sprawiedliwości (tzw. „afera hejterska”). Rzecznik Dyscyplinarny nie znalazł podstaw do sformułowania zarzutów w całej sprawie.  
Był jednym z głównych inicjatorów oraz organizatorów takich inicjatyw, jak Społeczna Komisja Kodyfikacyjna, Nadzwyczajny Kongres Sędziów Polskich w Warszawie (2016), Kongres Prawników Polskich w Katowicach (2017), II Kongres Prawników Polskich w Poznaniu (2019), Marsz Tysiąca Tóg w Warszawie (2020).
Jest autorem ponad 50 publikacji z zakresu prawa postępowania cywilnego, prawa cywilnego materialnego i prawa ustrojowego.

## Wyróżnienia
- 2015 – wyróżnienie wraz z sędzią Martą Szczocarz-Krysiak w konkursie Obywatelski Sędzia Roku 2015 za koordynacje projektu edukacyjnego wśród młodzieży szkolnej oraz powstanie i dystrybucję książki „apteczka prawna. Lex bez łez”[10]
- 2017 – Medal „Zasłużony dla Wymiaru Sprawiedliwości – Bene Merentibus Iustitiae”[11]
- 2017 – medal Paryskiej Izby Adwokackiej[potrzebny przypis]
- 2020 – laureat nagrody Cegła z 'Gazety' w plebiscycie „Gazety Wyborczej”[12]
- 2020 – 26. miejsce w rankingu najbardziej wpływowych prawników 2019 (ex aequo z Beatą Morawiec) za zaangażowanie w protestach przeciwko zmianom w sądownictwie w Polsce[13]
- 2021 – 29. miejsce w rankingu najbardziej wpływowych prawników 2020 (ex aequo z Beatą Morawiec)[14]

## Pełnione funkcje oraz członkostwa
- Od 2008 (od początku wydawania) członek Kolegium Redakcyjnego czasopisma: „ADR – Arbitraż i Mediacja” (Wydawnictwo C. H. Beck)
- Od 2009 Prezes Śląskiego Oddziału Stowarzyszenia Sędziów Polskich Iustitia
- Od 2010 do 2013 – członek Zarządu Stowarzyszenia Sędziów Polskich Iustitia
- Od 2010 redaktor naczelny Kwartalnika Stowarzyszenia Sędziów Polskich „Iustitia”[15] (Wydawnictwo C. H. Beck)
- Od 2010 członek Komitetu Redakcyjnego czasopisma: „Polski Proces Cywilny”[16][17].(Towarzystwo Naukowe Procesualistów Cywilnych)
- Od 2011 roku członek – założyciel Towarzystwa Naukowego Procesualistów Cywilnych
- Od 2012 do 2019 (do ustania) roku członek Rady Wydziału Prawa i Administracji Uniwersytetu Śląskiego w Katowicach
- Od 2012 do 2015 (do rozwiązania) członek zespołu problemowego ds. postępowania cywilnego przy Komisji Kodyfikacyjnej Prawa Cywilnego działającego przy Ministrze Sprawiedliwości
- Od 2014 do 2015 (do rozwiązania) członek zespołu problemowego ds. prawa spadkowego Komisji Kodyfikacyjnej Prawa Cywilnego
- Od 2016 prezes Stowarzyszenia Sędziów Polskich „Iustitia” (w 2019 wybrany ponownie na 3-letnią kadencję)
- Od 2017 członek rady programowej Archiwum im. Wiktora Osiatyńskiego[18]
- Od 2017 członek Komitetu Sterującego Społecznej Komisji Kodyfikacyjnej[19]
- Od 2018 członek Stowarzyszenia im. Prof. Zbigniewa Hołdy